# Vida minha
Vida minha (dal portoghese: vita mia) è un singolo della cantante portoghese Filipa Sousa pubblicato l'11 marzo 2012 da ABC Productions.
Il brano è stato scritto in portoghese da Carlos Coelho e composto da Andrej Babić.

## Video musicale
Il video di presentazione del brano è stato pubblicato il 16 marzo 2012 sul canale ufficiale YouTube dell'Eurovision Song Contest, e rappresenta l'esibizione della cantante al Festival da Canção 2012.

## Partecipazione all'Eurovision Song Contest
Vida minha ha partecipato al Festival da Canção 2012, e dopo aver vinto il festival musicale, utilizzato come metodo di selezione nazionale dal Portogallo per scegliere il rappresentante della nazione all'Eurovision Song Contest, ha ottenuto il diritto di rappresentare la repubblica iberica all'edizione 2012 del concorso, ospitata dalla capitale azera, Baku.
Sorteggiata per la partecipazione nella seconda semifinale, Filipa Sousa, si è esibita per 6ª, classificandosi 13ª con 39 punti e non qualificandosi per la finale.

## Tracce
Testi di Carlos Coelho, musiche di Andrej Babić.
1. Vida minha – 2:56
2. Vida minha (versione karaoke) – 2:56
3. Vida minha (versione strumentale) – 2:56